# Décembre 1919
En décembre 1919, la guerre civile russe continue :    l’Armée rouge reprend Kiev aux nationalistes puis s’empare d’Ekaterinoslav et occupe tout le sud de l’Ukraine.
En France, la « Chambre bleu horizon » élue en novembre accueille les députés d’Alsace-Lorraine.

## Événements
- Grève des dockers du Cap, organisée par Clements Kadalie en Afrique du Sud.

- 2 décembre : une garnison chinoise s’installe à Ourga et désarme les troupes mongoles.

- 4 décembre : premier vol de l'avion de ligne britannique Handley Page W8.

- 8 décembre :
  - France : les députés d’Alsace-Lorraine sont accueillis à la Chambre.
  - Les Alliés attribuent la ville de Wilno à la Lituanie.

- 9 décembre :
  - Le Royaume de Roumanie signe à Paris le traité des minorités à l’issue de la conférence de la paix : égalité des droits, liberté de religion et d’enseignement dans la langue maternelle. Les Juifs qui ne se réclament pas d’une autre nationalité sont considérés comme Roumains.
  - Gouvernement de Alexandru Vaida-Voevod en Roumanie.

- 16 décembre : l’Armée rouge reprend Kiev aux nationalistes.

- 23 décembre[1] : proclamation par le roi George V du Royaume-Uni du Government of India Act, inspiré du rapport Montagu-Chelmsford de 1918. Il étend la représentation des diverses communautés indiennes aux assemblées provinciales élues et à l’assemblée centrale. L’autorité des provinces est renforcée selon le principe de la « dyarchie ». Certains secteurs jusque-là réservés aux gouvernements provinciaux (éducation, santé, agriculture, collectivités locales) sont transférés à des ministres responsables devant les assemblées législatives, tandis que les autres (finances), restent dévolus à des ministres nommés par les Britanniques.

- 27 décembre : 
  - Mustafa Kemal arrive à Ankara après la victoire des nationalistes aux législatives;
  - premier vol de l'hydravion biplan Boeing Model 6 ou Boeing B-1, à savoir le premier appareil commercial de Boeing[2].

- 28 décembre, France : Clemenceau justifie devant la Chambre le « cordon sanitaire » instauré par les Alliés autour de la Russie soviétique.

- 30 décembre :
  - France : loi sur le lancement d’un nouvel emprunt - dit de la reconstruction.
  - L’Armée rouge s’empare d’Ekaterinoslav et occupe tout le sud de l’Ukraine.

## Naissances
- 1er décembre : Anne Cox Chambers, diplomate américaine († 31 janvier 2020).
- 2 décembre : Jean-Baptiste Doumeng, homme d'affaires français († 6 avril 1987).
- 7 décembre : Charles McGee, pilote de chasse américain († 16 janvier 2022).
- 10 décembre : Vincent Brassard, homme politique fédéral provenant du Québec († 7 avril 1974).
- 12 décembre : Igor Correa Luna, judoka et professeur d'art martial, († 12 octobre 2000).
- 17 décembre :
  - Julien Roger, maître fusilier marin, compagnon de la Libération († 10 avril 1945).
  - Tomas Spidlik, cardinal tchèque, jésuite († 16 avril 2010).
- 24 décembre : Pierre Soulages, peintre français († 26 octobre 2022).
- 25 décembre : 
  - Paul David, cardiologue québécois († 5 avril 1999).
  - Noëlla Rouget, résistante française et survivante de Ravensbrück († 22 novembre 2020).
- 26 décembre : Jacques Degrandcourt, résistant français († 15 février 1945).
- 29 décembre : Jean-Pierre Giraudoux, dramaturge et homme politique français, fils unique de l'écrivain Jean Giraudoux († 9 juin 2000).

## Décès
- 3 décembre : Pierre-Auguste Renoir, peintre français (° 25 février 1841).
- 9 décembre : Władysław Kulczyński, zoologiste polonais (° 27 mars 1854).
- 29 décembre : William Osler, médecin (º 12 juillet 1849).